# Gabriel von Melitene
Gabriel von Melitene (auch Choril genannt;  armenisch Գաբրիել Մալաթիացի / Gabriel Malatiadsi) (* 1055; † 1103) war der armenische Herrscher von Melitene, dem heutigen Malatya.

## Leben

### Aufstieg zum Herrscher
Gabriel war Armenier, gehörte aber im Gegensatz zum Großteil seines Volkes nicht der armenischen Kirche an, sondern bekannte sich zur byzantinischen Staatskirche, der orthodoxen Kirche von Konstantinopel. Seine Religion machte ihn bei seinen Landsleuten unbeliebt, verbesserte aber seine Karrierechancen im byzantinischen Reich.
Wie viele Armenier begann Gabriel eine Militärkarriere beim byzantinischen Heer, wurde Offizier im Gefolge des Feldherrn Philaretos Brachamios und von diesem als Gouverneur von Melitene eingesetzt.
Da nach der Schlacht von Manzikert 1071 die byzantinische Herrschaft in Kleinasien zusammengebrochen und das Reich im Bürgerkrieg versunken war, herrschte Philaretos Brachamios nahezu unabhängig von Konstantinopel. Als er um das Jahr 1090 starb, machte sich Gabriel von Melitene mithilfe der türkischen Danischmenden komplett unabhängig von Byzanz. Kaiser Alexios I. Komnenos bestätigte ihn jedoch trotz seiner Sezession im Amt und ernannte Gabriel zum Protokuropalates. Auf byzantinischen Siegeln bezeichnete er sich als Gabriel, Protonobelissimos und Dux von Melitene. 
Er heiratete angeblich eine Tochter des Rubeniden Konstantin I., des armenischen Herrschers von Kilikien.
Um seine Unabhängigkeit gegenüber den beiden großen türkischen Stammesverbänden, den Danischmenden und den Rum-Seldschuken zu erhalten, erzeugte Gabriel – ganz im Sinne der byzantinischen Diplomatie – durch Intrigen Konflikte zwischen den beiden Mächten.
Er verheiratete auch eine seiner Töchter mit seinem ehemaligen Kampfgefährten Thoros, der inzwischen über Edessa herrschte. Um seine nach wie vor unsichere Position – er war bei seinem Volk unbeliebt und von den Türken drohten Angriffe – weiter zu festigen, schickte Gabriel seine Gemahlin nach Bagdad, um dort vor den obersten islamischen Behörden politische Anerkennung zu ersuchen.

### Zeit der Kreuzzüge
1095 rief Papst Urban II. die europäischen Fürsten zum Kreuzzug auf. Zwar zog das Heer des Ersten Kreuzzugs weit südlich an Melitene vorbei, doch bald entstanden mit der Grafschaft Edessa unter Balduin von Boulogne und dem Fürstentum Antiochia unter dem Normannen Bohemund von Tarent zwei Kreuzfahrerstaaten in direkter Nachbarschaft von Gabriels Ländereien.
Beunruhigt wurde Gabriel auch dadurch, dass sein Schwiegersohn Thoros in Edessa ermordet wurde, die Beteiligung der Kreuzfahrer galt als wahrscheinlich.
Gabriels Beziehungen zu den Danischmenden-Türken verschlechterten sich zu dieser Zeit erheblich und Melitene drohten bald Angriffe. Gabriel musste bei den Kreuzfahrern um Unterstützung bitten.
Malik Gümüştekin Danischmend Ghazi, der danischmendische Emir von Sebaste, war mit seinen Truppen drei Jahre lang jeden Sommer plündernd in Gabriels Ländereien eingefallen, nun war wahrscheinlich, dass er Melitene selbst erobern wollte. Da Balduin von Boulogne verdächtigt war, die Ermordung seines Schwiegersohnes veranlasst zu haben, wandte sich Gabriel mit seinem Hilferuf nicht an ihn, sondern an Bohemund von Tarent, den Fürsten von Antiochia. Bohemund versprach Unterstützung, forderte aber die Herrschaft über Melitene. Unter der Vermittlung der armenischen Bischöfe Zyprian von Antiochia und Gregor von Maraş einigte man sich darauf, dass Gabriel die Stadt an Bohemund abtreten werde, wenn dieser die Bedrohung durch die Türken ein für alle Mal beenden könne. 
1100 brach Bohemund in Richtung Melitene auf, begleitet von seinem Vetter Richard von Salerno, den beiden Bischöfen und dreihundert Rittern sowie Fußvolk. Er hatte sein Heer absichtlich klein gehalten, zum einen, da er Antiochia nicht ungeschützt zurücklassen wollte, zum anderen, da er die Türken stark unterschätzte. Doch in einem schmalen Bergpass nahe Melitene legte Gümüştekin Danischmend Ghazi einen Hinterhalt, die Franken wurden umzingelt und in der folgenden Schlacht nahezu vollständig getötet. Die Bischöfe fielen in der Schlacht und Bohemund und Richard gerieten in Gefangenschaft.
Gümüştekin Danischmend Ghazi begann daraufhin mit der Belagerung von Melitene. Bohemund hatte jedoch kurz vor seiner Gefangennahme einen Boten zu Balduin von Boulogne geschickt, dieser – besorgt um die Sicherheit seiner Grafschaft – kam nun mit einem kleinen Heer Gabriel in Melitene zu Hilfe. Gümüştekin Danischmend Ghazi zog sich zurück, da ihm seine Späher ein weit größeres Heer gemeldet hatten.
Gabriel begrüßte Balduin als Befreier und unterstellte Melitene seiner Oberherrschaft. Balduin ließ dafür fünfzig Ritter (sowie deren übliches Gefolge) zur Verteidigung der Stadt zurück, mit denen Gabriel später einen türkischen Angriff abwehren konnte.
Nachdem Balduin von Boulogne König von Jerusalem geworden war, wurde Balduin von Bourcq sein Nachfolger in Edessa. Dieser heiratete 1101 eine jüngere Tochter Gabriels, Morphia von Melitene. Gabriel zahlte 50.000 Goldmünzen als Mitgift. Balduin von Bourcq schaffte es, weitere 30.000 Hyperpyra (Byzantii) von Gabriel zu erhalten, indem er behauptete, seinen Bart verpfändet zu haben. Da der Bart für die Armenier einen wichtigen Teil der männlichen Würde ausmachte und ein bartloser Schwiegersohn für Gabriel eine Erniedrigung gewesen wäre, zahlte er Balduins angebliche Schulden und ließ ihn schwören, nie wieder seinen Bart zu verpfänden.
Anfang 1103 griffen die Danischmenden erneut Melitene an. Gabriel bat die Kreuzfahrer um Unterstützung, doch diese sandten keine Hilfe, da sie zu dieser Zeit mit dem Danischmenden-Emir über die Freilassung Bohemunds verhandelten und den Emir nicht verärgern wollten. Melitene wurde erobert, Gabriel gefangen genommen. Eine von Gabriels Burgen widerstand aber den Türken. Gabriel wurde gezwungen, der Besatzung der Burg den Befehl zur Kapitulation zu geben. Da ihm aber seine Truppen nicht mehr gehorchten, wurde er unter den Mauern der Burg von den Danischmenden hingerichtet.
Seine Tochter Morphia wurde später Königin von Jerusalem.
Der Chronist Wilhelm von Tyrus beschrieb Gabriel als „griechisch von Religion, armenisch von Rasse, Sprache und Brauch.“